# Герб Маріні-Гранде
Ге́рб Марі́ні-Гра́нде — офіційний символ міста Маріня-Гранде, Португалія. Використовується як територіальний герб. У червоному щиті срібна сосна із зеленими шишками і чорним стовбуром, яка стоїть у золотих дюнах. Обабіч неї дві золоті мушлі морських гребінців. Щит увінчує срібна мурована міська корона з п'ятьма вежами.  Під щитом біла стрічка, на якій великими літерами напис португальською: «Marinha Grande» (Маріня-Гранде).  Офіційно затверджений 28 серпня 1996 року.  

## Галерея

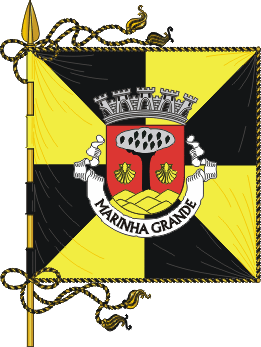
Прапор